# Кавор (Јужна Дакота)
Кавор (енгл. Cavour) град је у америчкој савезној држави Јужна Дакота.

## Демографија
По попису из 2010. године број становника је 114, што је 27 (-19,1%) становника мање него 2000. године.
| Група             | 2000.       | 2010.       |
| Белци             | 137 (97,2%) | 105 (92,1%) |
| Афроамериканци    | 0 (0,0%)    | 0 (0,0%)    |
| Азијати           | 0 (0,0%)    | 0 (0,0%)    |
| Хиспаноамериканци | 0 (0,0%)    | 9 (7,9%)    |
| Укупно            | 141         | 114         |